# Quai du Havre
Le quai du Havre est une voie publique de la commune française de Rouen.

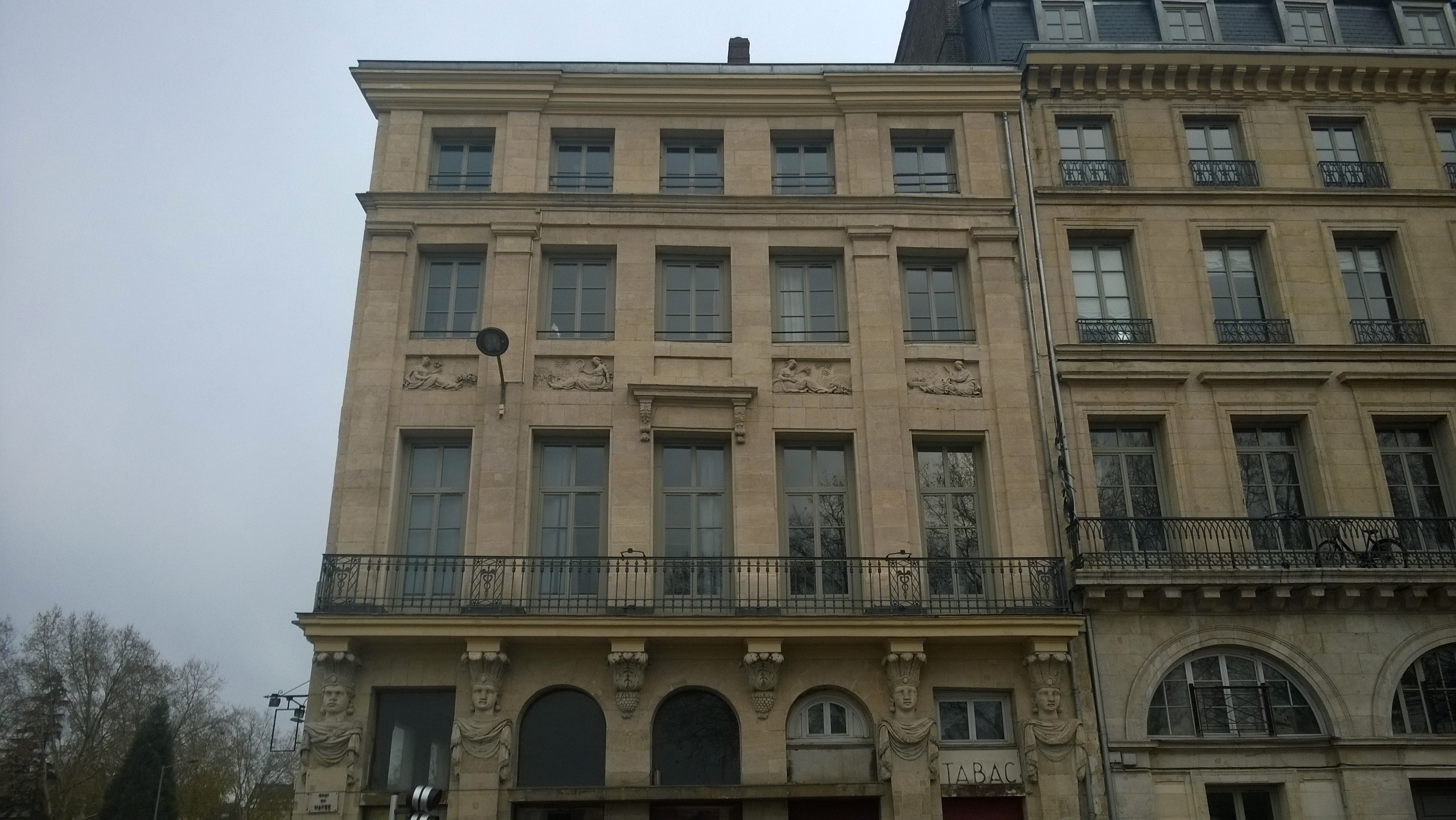
L'hôtel des Sauvages à l'angle avec le boulevard des Belges.

## Situation et accès
Le quai du Havre est situé sur la rive droite de la Seine, à la limite ouest de la ville historique, entre le quai Gaston-Boulet dont la limite est marquée par l'axe pont Guillaume-le-Conquérant - boulevard des Belges et le quai de la Bourse par l'axe pont Jeanne-d'Arc - rue Jeanne-d'Arc.
La voie ferrée qui longe le quai le sépare de la «promenade de la France libre».
Rues adjacentes
- Rue de Fontenelle
- Rue d'Harcourt
- Rue Saint-Éloi

## Origine du nom
Le Havre est la ville vers laquelle et en provenance de laquelle les échanges fluvio-maritimes sont organisés.

## Historique
Le quai du Havre était subdivisé :
- le « quai aux Huîtres » où est transférée au XVe siècle la petite Haranguerie ,
- le « quai de Caen » ,
- le « quai des Navires » également appelé « Grand-Quai »,
- le « quai de la Bourse »,
- le « quai de la Romaine » ,
- le « quai au Foin »,
- le « quai de la Bouille », lieu de foire jusqu'au XVIIe siècle ,
- le « quai aux Pierres », aussi nommé « quai de la Meulerie » ,
- le « quai d'Harcourt » et
- le « quai Feydeau »[1].

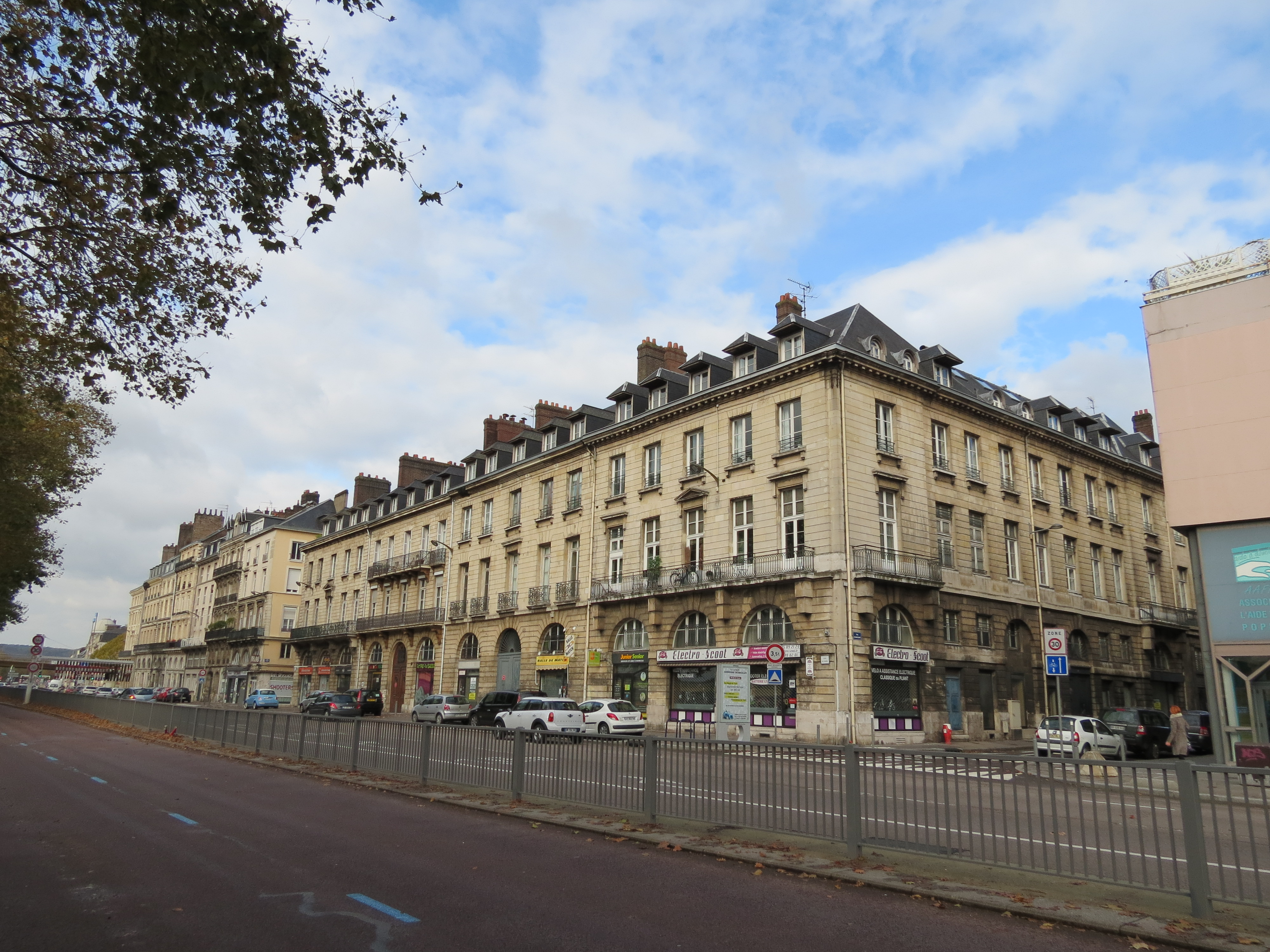
Vue partielle du quai du Havre.

En 1793, cet ensemble prend le nom de « quai Jourdain » pour reprendre leurs anciens noms en 1795.
La partie comprise entre la rue Grand-Pont et l'ancienne promenade de la Bourse porte le nom de « quai Napoléon » jusqu'en 1814.
Un plan général d'alignement projeté dès 1806 est approuvé par ordonnance royale le 8 octobre 1815, modifiée le 20 août 1824.
À la suite d'un arrêté du 17 août 1837, l'ensemble prend le nom de « quai du Havre ». L'hôtel des Douanes y est construit, qui est détruit en 1944.
Le buste du sauveteur Louis Brune sculpté par Alphonse Guilloux, le bronze du Fécampois François-Alexandre Devaux (1840-1904), la base en pierre attribuée à Jules Adeline, a orné le quai du Havre à partir de 1887 avant d'être fondu en 1941, dans le cadre de la mobilisation des métaux non ferreux.
Le quai est partiellement détruit par des bombardements le 19 avril et du 27 mai au 4 juin 1944.
Un quai haut est réalisé lors de la reconstruction de Rouen. Toutefois, le quai du Havre est le seul à avoir conservé une partie sans quai haut, ce qui a permis de conserver son front de Seine du XIXe siècle, le seul témoignage de cette façade sur la Seine à Rouen.
En 1969, les immeubles épargnés par la Seconde Guerre mondiale, situés entre les rues d'Harcourt et Saint-Éloi, ont été détruits pour laisser la place, notamment, aux « tours du front de Seine », livrées en 1974.

## Bâtiments remarquables et lieux de mémoire
- Charles-Félix Maillet du Boullay (1795-1878) y a vécu.
- Charles Maillet du Boullay (1829-1891) y est né.
- Octave Fréret (1825-1897) y a vécu.
- no 2 : le peintre Albert Lebourg (1849-1928) y a habité et y est mort.
- no 9A : Achille Lefort (1834-1912) y a vécu et y est mort.
- no 10 : succursale de la compagnie auxiliaire de navigation.
- no 17 : Pierre Derocque (1872-1934) y a habité.
- no 17B : Georges Decaux (1845-1914) y est mort.
- no 20 : l'architecte Victorien Lelong (1866-1933) y a vécu.
- no 21A : Eugène Dutuit (1807-1886) y a habité.
- no 39-40 : tour du Front de Seine.
- no 56-58, anciennement 11-11 bis, inscrit (1953)[4]
- no 59-60-61, anciennement 12, inscrit (1953)[5]
- no 62-63, anciennement 13, inscrit (1953)[6]
- no 64-65-66, anciennement 14, inscrit (1953)[7]
- no 79, anciennement 21
- no 80, connu sous le nom d'hôtel des Sauvages, inscrit (1953)[8]

## Édifices disparus
- Hôtel des Douanes